# Mesua elmeri
Mesua elmeri är en tvåhjärtbladig växtart. Mesua elmeri ingår i släktet Mesua och familjen Calophyllaceae.

## Underarter
Arten delas in i följande underarter:
- M. e. elmeri
- M. e. tenuis